# Смирнов Андрій Олександрович
Андрій Олександрович Смирнов (нар. 20 січня 1981, Київ, УРСР) — український адвокат, політик. Заступник керівника Офісу Президента України (10 вересня 2019 — 29 березня 2024 року).

## Біографія
У 2003 році закінчив юридичний факультет Національного університету «Києво-Могилянська академія» (спеціальність «Правознавство»). Спеціаліст у галузі права. Працював в органах державної влади і місцевого самоврядування.
Був керівником юридичного департаменту Державного комітету з питань державного матеріального резерву, заступником Директора департаменту господарського забезпечення СБУ, начальником управління земельних ресурсів Запоріжжя.
З 2012 року — член спостережної ради «Українського банку реконструкції та розвитку».

## Політика
Був помічником депутатів Валерія Карпунцова (7 скликання) і Андрія Денисенка (8 скликання).
У 2014 році — кандидат у народні депутати від виборчого округу № 49 (Донецька область), самовисуванець. На виборах 2015 року балотувався до Дніпропетровської обласної ради від партії УКРОП і пройшов. У грудні очолив постійну комісію облради з питань комунальної власності, житлово-комунального господарства. В ухвалі ВАКС у справі № 991/1532/20 був причетний до втечі судді Миколи Чауса.
10 вересня 2019 року став заступником керівника Офісу Президента, де займався питаннями правової політики, правоохоронною і судовою системами. Член Національної ради з питань антикорупційної політики (з 1 червня 2020). У березні 2024 року звільнений з посади заступника керівника Офісу президента.
Фігурант скандалу «Трубу прорвало»: голос Смирнова є на записах з кабінету директора ДБР Романа Труби, а також у розмові з активістом Романом Ратушним, де Смирнов погрожував, щоби активіст перестав захищати урочище Протасів Яр, де компанія Геннадія Корбана планувала нелегально збудувати багатоповерховий житловий комплекс.
29 березня 2024 року звільнений з посади заступника керівника Офісу Президента України.

### Міжнародний кримінальний трибунал для Росії
Смирнов працював над створенням Міжнародного кримінального трибуналу для РФ, що має на меті розглядати справи вищого керівництва Росії за агресію проти України. Проєкт мав на меті заповнення юридичної прогалини, оскільки Міжнародний кримінальний суд не має юрисдикції над злочином агресії у контексті України.

## Розслідування

### Звинувачення у незаконнлому збагаченні
29 травня 2023 року НАБУ та САП відкрили кримінального провадження за фактом незаконного збагачення після викриття журналістами набуття автівок та нерухомості по заниженим цінам на ім'я брата Смирнова.
22 травня 2024 року Смирнову повідомлено про підозру, за даними слідства, протягом 2020-2022 років він набув активи вартістю 17,1 млн грн, маючи заощадження та дохід за цей період у розмірі понад 1,3 млн грн.
28 травня 2024 року ВАКС підтримав позицію прокурора САП і обрав Смирнову заставу в 10 млн грн. Заставу було внесено наступного ж дня.

### Звинувачення у легалізації коштів та одержанні хабаря
У березні 2025 року НАБУ та САП викрили Смирнова на легалізації незаконно набутих коштів та одержанні хабаря в особливо великому розмірі. За даними слідства, протягом 2019-2021 років він незаконно отримав 6,5 млн грн, які легалізував через будівництво будинків у рекреаційній зоні Одещини.
В квітні 2025 року прокурор САП Ростислав Батіг під час судового засідання заявив, що Смирнов через Facebook завуальовано погрожував слідству «кармою». 
5 травня 2025 року Вищий антикорупційний суд України відправив екс-заступника Андрія Єрмака Смирнова під варту до 22 травня з заставою в 18 млн грн. За даними слідства, він із 2019 по 2021 рік незаконно отримав готівку та відмивав її, вклавши їх у будівництво будинків площею понад 300 м2 у рекреаційній зоні в Одеській області. Наступного дня за Смирнова було сплачено заставу.

## Сім'я
Брат — Ігор Миколайович Смирнов.

### Декларація
- Е-декларація [Архівовано 24 січня 2021 у Wayback Machine.]